# Allen Shields
Allen Lowell Shields (* 7. Mai 1927 in New York City; † 16. September 1989 in Ann Arbor, Michigan) war ein US-amerikanischer Mathematiker.

## Leben
Allen Shields’ Eltern waren der Arbeiterbewegung nahestehende Journalisten. Er studierte am City College of New York (unter anderem bei Emil Leon Post) mit dem Bachelor-Abschluss 1949, wobei sein Studium vom Wehrdienst im Zweiten Weltkrieg und der Stationierung in Berlin 1945/46 unterbrochen war. 1952 wurde er bei Witold Hurewicz am Massachusetts Institute of Technology promoviert (On additive properties of real numbers). Sein inoffizieller Doktorvater war Raphaël Salem, der damals gerade am MIT war. Als Post-Doktorand war er an der Tulane University, wo er mit Paul Mostert über topologische Halbgruppen zusammenarbeitete. Ab 1956 war er an der University of Michigan, wo er Professor wurde und den Rest seiner Karriere blieb, von einer Zeit 1959 bis 1961 in New York abgesehen. Mitte der 1970er Jahre war er Vorstand der Mathematikfakultät und 1979 erhielt er den Distinguished Faculty Achievement Award.
Shields befasste sich mit Maßtheorie, Funktionalanalysis, Funktionentheorie und Operatortheorie. Er war mehrsprachig (u. a. sprach er fließend deutsch, spanisch, französisch, russisch) und übersetzte Mathematikbücher aus dem Russischen. Shields veröffentlichte auch über Mathematikgeschichte.